# Bosc-Bérenger
Bosc-Bérenger är en kommun i departementet Seine-Maritime i regionen Normandie i norra Frankrike. Kommunen ligger i kantonen Saint-Saëns som tillhör arrondissementet Dieppe. År 2022 hade Bosc-Bérenger 198 invånare.

## Befolkningsutveckling
Antalet invånare i kommunen Bosc-Bérenger
| Referens: INSEE |